# Hendrik VII van Brieg
Hendrik VII van Brieg bijgenaamd met de Schram (circa 1344 - 11 juli 1399) was van 1398 tot 1399 hertog van Brieg. Hij behoorde tot het huis Piasten.

## Levensloop
Hij was de zoon van hertog Lodewijk I van Brieg en Agnes van Glogau, dochter van hertog Hendrik IV van Glogau.
Hendrik VII groeide op aan het hof van keizer Karel IV in Praag en werkte een groot deel van zijn leven in dienst van het huis Luxemburg. Zo was hij de kanselier van Rooms-Duits koning Wenceslaus IV. In 1373 raakte in onopgehelderde omstandigheden gewond aan zijn hoofd tijdens zijn verblijf aan het keizerlijke hof, waaraan hij een litteken overhield. 
In 1381 kreeg hij van zijn vader het gebied rond de stad Lüben toegewezen, waarna Hendrik VII zijn residentie in deze stad vestigde. Nadat zijn vader in 1398 was overleden, volgde Hendrik VII hem op als hertog van Brieg. Deze functie bleef hij niet lang uitoefenen, omdat hij reeds acht maanden later onverwacht stierf. Zijn zonen Hendrik IX en Lodewijk II volgden hem op.

## Huwelijk en nakomelingen
In 1369 huwde Hendrik VII met Helena van Orlamünde (overleden in 1369), dochter van graaf Otto V van Orlamünde. Ze kregen een zoon:
- Hendrik IX (1369 - 1419/1420), hertog van Brieg en hertog van Lüben

Kort na de geboorte van Hendrik IX, stierf zijn eerste echtgenote. In 1379 hertrouwde hij met Margaretha van Mazovië (1358-1388), dochter van hertog Ziemovit III van Mazovië. Ze kregen volgende kinderen:
- Margaretha (1380/1384 - 1408), verloofd met koning Sigismund van Hongarije
- Lodewijk II (1380/1385 - 1436), hertog van Brieg en hertog van Liegnitz